# Esfingomielina

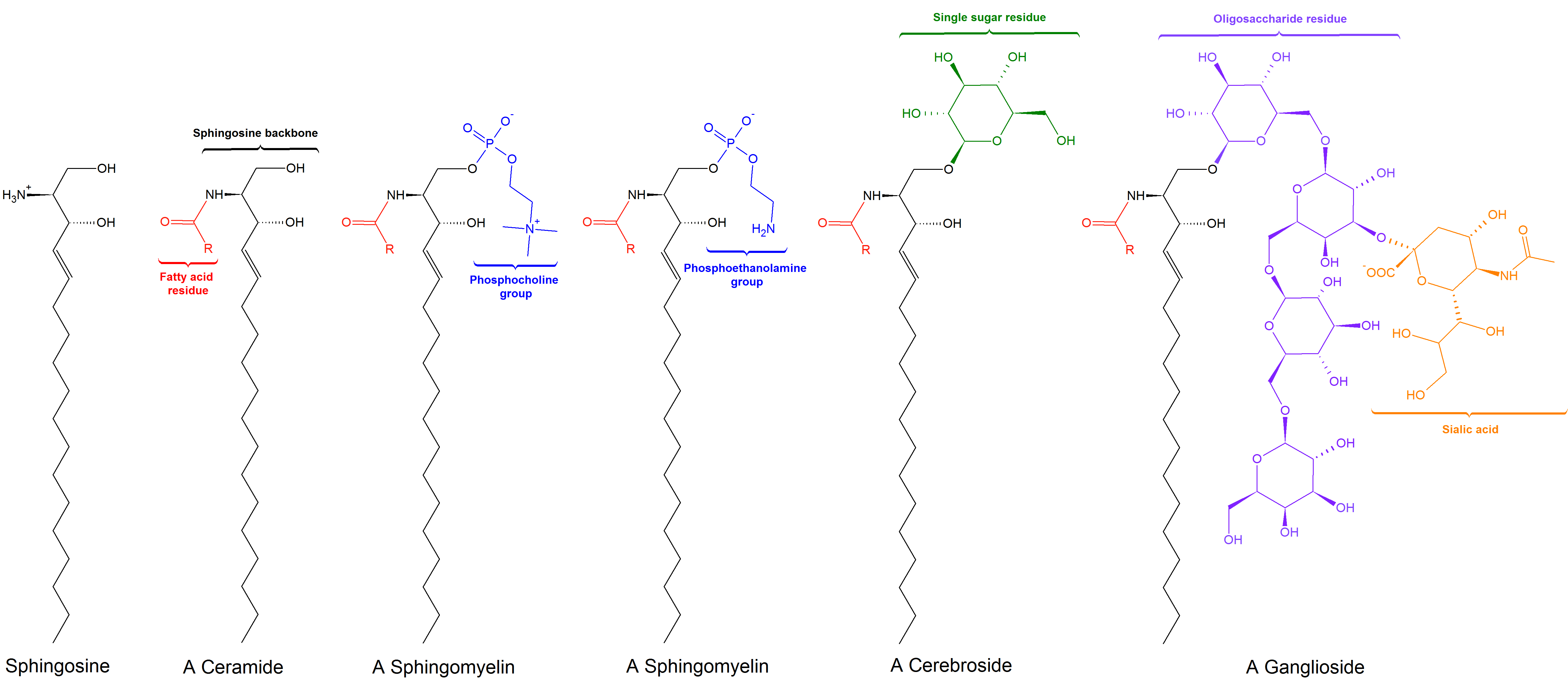
Estructuras de esfingolípidos.

La esfingomielina es un tipo de esfingolípido que se encuentra en las membranas de las células animales, especialmente en la vaina de mielina que rodea algunos axones de células nerviosas. 
Por lo general, la esfingomielina está formada por fosforilcolina y ceramida, o un grupo principal de fosfoetanolamina. Por lo tanto, las esfingomielinas también se pueden clasificar como hesfingofosfolípidos. En los seres humanos, la esfingomielina constituye aproximadamente el 85% de todos los esfingolípidos.

## Composición

Esfingomielina:
Fosfocolina - Esfingosina - Ácido graso

Se cree que, en los seres humanos, la esfingomielina es el único fosfolípido de la membrana celular que no deriva del glicerol.
Como todos los esfingolípidos, la esfingomielina tiene el núcleo ceramida (esfingosina unida a un ácido graso mediante un enlace de amida). Además, contiene un grupo principal polar, que puede ser fosfocolina o fosfoetanolamina.

## Función y localización
En tiempos recientes, se ha comprobado que la esfingomielina desempeña una función en la transducción de señales. 
La vaina de mielina membranosa que rodea y aísla eléctricamente muchos axones de células nerviosas es particularmente rica en esfingomielina, lo que parece indicar que su función es mejorar el aislamiento de las fibras nerviosas. La membrana plasmática de otras células también es abundante en esfingomielina. Sin embargo, hay alguna evidencia de que puede haber también una bolsa de esfingomielina en la hoja interna de la membrana.

## Anomalías y enfermedades relacionadas
La esfingomielina se pueden acumular por una rara enfermedad hereditaria: la llamada enfermedad de Niemann-Pick, en sus tipos A y B. Es una enfermedad hereditaria causada por una deficiencia en la enzima esfingomielinasa, que causa la acumulación de esfingomielina en el bazo, el hígado, los pulmones, la médula ósea y el cerebro, y causa un daño neurótico irreversible. 
El tipo A se da en niños. Se caracteriza por ictericia, agrandamiento del hígado y daño cerebral profundo. Los niños que la padecen no suelen vivir más de 18 meses. 
El tipo B implica un engrandecimiento del hígado y el bazo, que suele ocurrir antes de la adolescencia. El cerebro no se ve afectado. La mayoría de los pacientes se presenta con menos del 1% de los niveles normales de la enzima.
Un exceso de la esfingomielina en la membrana de los glóbulos rojos (como ocurre en la abetalipoproteinemia) provoca la acumulación de exceso de lípidos en la cara externa de la membrana plasmática de los glóbulos rojos de la sangre. Esas células se convierten en otras anormales llamados acantocitos; su presencia se conoce como acantocitosis.